# 35. Infanterie-Brigade (Deutsches Kaiserreich)
Die 35. Infanterie-Brigade war ein Großverband der Preußischen Armee.

## Geschichte
Die 35. Infanterie-Brigade wurde nach dem Deutschen Krieg am 11. Oktober 1866 in Flensburg aufgestellt und hatte dort bis zum Ende des Ersten Weltkrieges ihren Standort.
Sie war bis zum 6. März 1915 Teil der 18. Division, die dem IX. Armee-Korps mit Sitz in Schleswig zugeordnet war. Danach gehörte sie als 108. Infanterie-Brigade bis zum Kriegsende zur 54. Infanterie-Division, die im März 1915 an der Westfront aufgestellt wurde.

### Gliederung
- 1867

Infanterie-Regiment „von Lützow“ (1. Rheinisches) Nr. 25, Infanterie-Regiment „von Manstein“ (Schleswigsches) Nr. 84, Infanterie-Regiment „Herzog von Holstein“ (Holsteinisches) Nr. 85, Landwehr-Bataillon Apenrade, Landwehr-Bataillon Schleswig
- 1868 bis 1869

1. Rheinisches Infanterie-Regiment Nr. 25, Schleswigsches Infanterie-Regiment Nr. 84,
Schleswigsches Landwehr-Regiment Nr. 84
- 1871 bis 1889

Schleswigsches Infanterie-Regiment Nr. 84, Schleswig-Holsteinsches Füsilier-Regiment Nr. 86, Schleswigsches Landwehr-Regiment Nr. 84
- 1889 bis 1914

Infanterie-Regiment von Manstein (Schleswigsches) Nr. 84, Füsilier-Regiment „Königin“ (Schleswig-Holsteinisches) Nr. 86
- Kriegsgliederung bei Mobilmachung im August 1914
  - Infanterie-Regiment von Manstein (1. Schleswigsches) Nr. 84, Füsilier-Regiment Königin (1. Schleswig-Holsteinisches) Nr. 86, 3. Eskadron 2. Hannoversches Dragoner-Regiment Nr. 16.

Das Füsilier-Regiment „Königin“ (Schleswig-Holsteinisches) Nr. 86 war vom 2. August 1914 bis zum 7. Oktober 1914 und vom 22. Dezember 1914 bis zum 7. März 1915 und das Reserve-Infanterie-Regiment Nr. 86 vom 9. März 1915 bis Januar 1919 Teil der Brigade.
- Kriegsgliederung am 3. März 1915

Infanterie-Regiment von Manstein (1. Schleswigsches) Nr. 84, Reserve-Infanterie Regiment Nr. 27, Reserve-Infanterie Regiment Nr. 90, Radfahr-Kompanie 54, 1. Eskadron Braunschweigisches Husaren-Regiment Nr. 17
- Kriegsgliederung am 20. März 1918

Reserve-Infanterie Regiment Nr. 27, Infanterie-Regiment von Manstein (Schleswigsches) Nr. 84, Reserve-Infanterie Regiment Nr. 90, Maschinengewehr-Scharfschützen-Abteilung Nr. 39, 1. Eskadron Braunschweigisches Husaren-Regiment Nr. 17

### Deutsch-Französischer Krieg 1870/1871
Im Deutsch-Französischen Krieg war die Brigade
an den Schlachten von Gravelotte, Bellevue Orléans, Schlacht bei Mars-la-Tour sowie an der Belagerung von Metz beteiligt.

### Erster Weltkrieg
Mit der Mobilmachung im August 1914 musste die Brigade das Brigade Ersatz Bataillon 36 aufstellen und wurde im Verband der 18.  Division  ausschließlich an der Westfront eingesetzt. Von Anfang März 1915 an kämpfte sie als Teil der 54. Infanterie-Division
Zu den Kampfhandlungen, Gefechten und Schlachten siehe Kampfgeschehen der 18. Division und Kampfgeschehen der 54. Infanterie-Division

### Brigadekommandeure
| Name                         | Datum                                |
| ---------------------------- | ------------------------------------ |
| 35. Infanterie-Brigade       |                                      |
| Ludwig von Korth             | 11. Oktober 1866 bis 10. April 1867  |
| August Ferdinand von Wegerer | 11. April 1867 bis 13. Juli 1870     |
| Heinrich von Blumenthal      | 14. April 1870 bis 14. Januar 1874   |
| Friedrich Sachs              | 15. Januar 1874 bis 13. Januar 1879  |
| Ferdinand von Zeuner         | 14. Januar 1879 bis 14. Mai 1883     |
| Karl von Aweyden             | 15. Mai 1883 bis 2. August 1883      |
| Gustav von Behr              | 3. August 1883 bis 7. März 1887      |
| August von Renthe-Fink       | 8. März 1887 bis 14. Februar 1890    |
| Otto von Lundblad            | 15. Februar 1890 bis 28. März 1892   |
| Oskar Anton Heinrich Schenk  | 29. März 1892 bis 17. Juni 1896      |
| Hermann von Kamlah           | 18. Juni 1896 bis 3. Mai 1898        |
| Hermann Bayer                | 4. Mai 1898 bis 17. Mai 1901         |
| Gustav von Dreising          | 18. Mai 1901 bis 23. April 1904      |
| Otto Fedor von Gynz-Rekowski | 24. April 1904 bis 13. April 1906    |
| Eduard von Witzleben         | 14. April 1906 bis 13. April 1907    |
| Siegfried von Ende           | 14. April 1907 bis 6. August 1908    |
| Arthur Herhudt von Rohden    | 7. August 1908 bis 19. April 1910    |
| Adolf Schaer                 | 20. April 1910 bis 2. Mai 1912       |
| Friedrich Guderian           | 3. Mai 1912 bis 3. Mai 1914          |
| Wilhelm Hunaeus              | 4. Mai 1914 bis 14. September 1914   |
| Eberhard von Obernitz        | 15. September 1914 bis 6. März 1915  |
| 108. Infanterie-Brigade      |                                      |
| Arthur von Goetzen           | 14. März 1915 bis 25. Oktober 1916   |
| Arthur Weck                  | 26. Oktober 1916 bis Kriegsende      |
| Otto von Diepenbroick-Grüter | 17. Februar 1919 bis Demobilisierung |